# 双非院校
“双非”原本指非“211工程”和非“985工程”的大陆普通本科院校。但随着中国985、211等重点建设项目统筹为“双一流”建设，“双非”变为指非一流大学建设高校和非一流学科建设高校的普通本科院校，往往属于一本。

## 排名较高的双非院校
双非并不意味着学校质量低下，因为就业难度和所处地区也是学生和评测的重要考量。2025年软科中国大学排名百强高校中，有91所为双一流高校。其余9所双非学校则分布在富庶的浙江、江苏、广东、福建四省，分别为：浙江工业大学（62名）、深圳大学（68名）、江苏大学（82名）、福建师范大学（87名）、扬州大学（91名）、浙江师范大学（92名）、南京工业大学（94名）、杭州电子科技大学（97名）、广东工业大学（96名）。

## 逆向考研
优质的双非院校也催生了逆向考研：20%左右的双一流院校考生，将综合实力水平不如其本科的学校作为考研目标。这部分考生更看重考取研究生的稳妥程度、学校所在地和就业前景、专业排名、导师水平等方面。